# Clément Janequin
Clément Janequin, Jannequin, Jenequin (Châtellerault, ~1485 – Párizs, 1558. január vége) francia zeneszerző, a francia a capelle-chanson megteremtője, a program-chanson népszerű képviselője.

## Élete
Janequin 1505 előtti életéről szinte semmit nem tud a zenetörténet. Az valószínű, hogy Châtellerault-ban, Vienne megyében született. Azonban sem erről, sem fiatalkoráról, sem tanulmányairól nem maradt fenn írásos dokumentum. Pierre de Ronsard költő szerint Josquin des Prez tanítványa volt. Az első adat arról szól, hogy 1505-ben Bordeaux-ban volt tisztviselő, Lancelot du Fau humanista, a későbbi luçoni püspök szolgálatában állt, egészen 1523-ig, annak haláláig. Ezt követően Jean de Foix bordeaux-i érsek (Candale-i Anna magyar királyné öccse) alkalmazásában volt 1529-ig, az érsek haláláig. Ezután énektanár volt az auch-i székesegyház kórusánál, 1527-től pedig az angers-i székesegyház káplánja volt. Felfigyelt rá Jean de Guise (Rotterdami Erasmus támogatója), Clement Marot költő és François Rabelais író, humanista, s ez a kapcsolat elősegítette karrierjét, majd Charles de Ronsard (Pierre de Ronsard fivére) támogatásával papi kurátor lett Unverre-ben. Az 1520-as évekből ismert egy olasz dala (Si come il chiaro), ami alapján feltételezik, bár bizonyíték nincs rá, hogy Itáliában is töltött valamennyi időt.
1548-ban Párizsba költözött, ahol egy 1555-ös forrás szerint a királyi kórus énekese (chantre du roi), majd a király zeneszerzője (compositeur ordinare du roi) lett. Ezt a címet előtte csak Sandrin (Pierre Regnault), a szintén népszerű chansonszerző kapta meg. A cím kis birtokkal és jövedelemmel járt, ennek ellenére Janequin gyakran panaszkodott anyagi helyzete, pénztelensége miatt (1559-ben, halála után megjelent chansonkötetének ajánló költeményében öregségéről és szegénységéről panaszkodott). 1558-ban, szegénységben halt meg Párizsban.

## Zenéje
A francia reneszánsznak kevés zeneszerzője volt népszerűbb az életében Janequinnél, chansonjai nagyon kedveltek voltak, széles körben énekelték őket Franciaországban, de a határokon túl is. Összesen 263 három-ötszólamú darabot írt ebben a műfajban. Leghíresebbek program-chansonjai, amelyekben különböző természeti hangokat vagy emberi tulajdonságokat utánozott, valóban hatásos hangfestő eszközökkel. Már dalainak címe is jellemző: A madarak éneke (Le chant des osieux), A csalogány (Le rossignol) és a Pacsirta (L'Alouette) című darabokban madárhangokat utánoz, A vadászat (La chasse) egy vadászat hangjait jeleníti meg, az Asszonyi fecsegés (Le caquet des femmes) címe önmagáért beszél. Leghíresebb chansonja A háború (La guerre) című, igazán terjedelmes, 200 ütemnyi hosszúságú mű az 1515-ös marignanói csata történetét „dramatizálja”: megjeleníti a seregek felvonulását, hallatja puskák ropogását, az ágyúk dörgését, az egész csatazajt, a sebesültek kiáltásait és végül a katonák győzelmi énekét. Igazi reneszánsz programzene! Janequin chansonjai az olasz hangszeres canzona-irodalom kiindulópontjának tekinthetők. Később néhány darabja, más zeneszerzők hangszeres átiratában is népszerűvé vált.
Világi művein kívül számos egyházi szerzeményt is szerzett: két misét, egy motettát, több mint száz zsoltárt, vallásos chansonokat és példabeszédeket.

## Életében megjelent gyűjteményei
Janequin műveit életében Pierre Attaingnant párizsi kiadó jelentette meg. Utolsó kötetét még a komponista indította, de az már csak a halála után jelent meg.
- Chansons, 1528
- 24 Chansons, 1533
- Les chansons de la guerre, 1537
- 5éme livre de recueil, 1551
- Inventions musicales, 1555
- Verger de musique, 1559

Egy meghallgatható chanson: Május hónapja (Ce moys de May)

## Fordítás
- Ez a szócikk részben vagy egészben  a   Clément Janequin című angol Wikipédia-szócikk ezen változatának fordításán alapul.  Az eredeti cikk szerkesztőit annak laptörténete sorolja fel. Ez a jelzés csupán a megfogalmazás eredetét és a szerzői jogokat jelzi, nem szolgál a cikkben szereplő információk forrásmegjelöléseként.